# SMS Prinz Eugen
La SMS Prinz Eugen fu una corazzata della k.u.k. Kriegsmarine (imperiale e regia Marina austro-ungarica). La nave doveva il suo nome al condottiero e principe Eugenio di Savoia, che aveva combattuto per l'Impero Austriaco contro i turchi nella guerra austro-turca (1683-1699) e contro i francesi nel corso della guerra di successione spagnola. Contemporaneamente, dedicata allo stesso personaggio, operava nella flotta britannica la HMS Prince Eugene. Dopo la fine della prima guerra mondiale vennero varate l'incrociatore leggero Eugenio di Savoia (classe Condottieri) su commissione della Regia Marina e l'incrociatore pesante Prinz Eugen per conto della Kriegsmarine.
La corazzata SMS Prinz Eugen faceva parte della classe Viribus Unitis, assieme alle corazzate Szent István ("Santo Stefano"), Viribus Unitis e Tegetthoff.

## Storia
Varata nello Stabilimento Tecnico Triestino il 30 novembre 1912, la SMS Prinz Eugen entrò in servizio il 17 luglio 1914, a pochi giorni dallo scoppio della prima guerra mondiale. Come prima azione bellica, il 7 agosto successivo, la corazzata affiancò per un giorno gli incrociatori tedeschi Goeben e Breslau in viaggio nel Mediterraneo, mentre nei mesi successivi non trovò impiego salvo sporadiche uscite di addestramento nell'Adriatico.
Il 23 maggio 1915, all'entrata in guerra del Regno d'Italia, la Prinz Eugen partecipò al cannoneggiamento delle coste italiane presso Ancona, per poi rimanere alla fonda nei porti di Pola e Fiume fino alla tarda sera dell'8 giugno 1918, quando assieme a gran parte della flotta austro-ungarica salpò per il Canale d'Otranto con l'intento di rompere il blocco del canale. L'operazione naufragò tuttavia la notte del 10 giugno, quando giunse la notizia che due MAS italiani avevano intercettato la Szent István al largo di Premuda in Dalmazia, affondandola in quell'operazione che fu poi glorificata col nome di "Impresa di Premuda".
Dal 1º febbraio 1918 ebbe come comandante Miklós Horthy, che dal successivo 27 febbraio divenne l'ultimo comandante in capo della Flotta Imperiale e che sarebbe stato poi reggente d'Ungheria.
In seguito alla resa dell'Austria-Ungheria la nave venne catturata dalle forze italiane battendo bandiera italiana dal 5 novembre al 1º dicembre 1918, per poi essere assegnata nel 1919 alla Francia come bottino di guerra. Il 25 agosto dello stesso anno la corazzata SMS Prinz Eugen fece quindi rotta per Tolone, dove rimase inutilizzata. Smantellata in parte e privata dell'artiglieria, fu impiegata come nave bersaglio e definitivamente affondata ad opera delle corazzate francesi France, Jean Bart, Paris e Bretagne il 28 luglio 1922.